# Første Krønikebog
Første Krønikebog er en bog i Bibelen, der sammen med Anden Krønikebog, Ezras Bog og Nehemias' Bog samlet udgør det kronistiske historieværk. På hebraisk kaldes Krønikebøgerne דברי הימים‬ - Diḇrê hayyāmîm (= Dagenes anliggender).
Opdelingen i fire skrifter skriver sig fra Septuaginta, er gentaget i alle senere oversættelser og er også trængt ind i hebraiske tekstudgaver af Tanakh. I den hebraiske kanon står Krønikebøgerne sidst i Det gamle testamente, dvs. naturstridigt bagefter Ezra og Nehemias, formentlig fordi de en overgang blev udeladt som en overflødig gentagelse af indholdet i Kongebøgerne.

## Indhold
Første Krønikebog gentager beretningen fra Adam og frem til kong Davids død, forkortet til skematiske slægtstræer. Forfatterne kaldes med et samlebegreb "kronisten", og kronistens hovedkilde har åbenbart været det deuteronomistiske historieværk, der på hans tid forelå afsluttet. Samme stof behandles, i lange passager ordret gengivet. (Man kan sammenligne Første Krønikebog 11:1-25 med Anden Samuelsbog 5:1-10 og 23:8-23.) Som supplementer oppgives Israels kongers bog, Bogen om Judæas og Israels konger og Udlægningen til kongernes bog (muligvis samme værk under forskellige titler). Her kan der ikke være tale om det deuteronomistiske historieværk, fordi henvisningerne omtaler ting, der ikke står om i Kongebøgerne, såsom Anden Krønikebog 20:34: "Hvad der ellers er at fortælle om Joshafat, står fra først til sidst i Hananis søn Jehus Krønike, som er optaget i Israels Kongers Bog." Og mens deuteronomisten har som sin bærende idé en koncentration af Jahvedyrkelsen til Jerusalems tempel og ophør af kanaanitisk påvirkning på provinsens helligsteder, er dette for kronisten et for længst overstået stadium. På hans tid er Jahvedyrkelsen overgået til præsteskabet i Jerusalem, og Nordrigets forhold uden interesse, da det ikke mere eksisterer. Kronisten er derimod optaget af den anti-jerusalemske kultus, der i efter-eksilsk tid var opstået i Samaria.
Første Krønikebog viser Davids liv i et andet lys end Anden Samuelsbog. Første Krønikebog udelader Davids kamp mod kong Saul og hans syv år som regent i Hebron. Den omtaler ejheller hans mange koner, hans søn Absaloms oprør, eller hans forhold til den gifte kvinde Batseba. I stedet fokuseres på hans forberedelser til tempelbyggeriet og Jahvedyrkelsen der. Bogens egentlige hensigt er at opmuntre de tilbagevendte jøder i troen på templet som symbol på Guds nærvær blandt sit folk. Davids forgænger, Saul, omtales kort i kap. 10, der understreger hans angivelige troløshed i 10:13–14: "Således døde Saul, fordi han havde vist troløshed mod Herren og ikke havde fulgt Herrens befaling, men endda havde spurgt en dødemaner til råds og ikke spurgt Herren til råds. Derfor lod han ham dø og overdrog kongedømmet til David, Isajs søn."
Krønikebøgerne største værdi lægger i det indblik, de giver i forholdene efter det babylonske fangenskab. Forfatterne ("kronisten") må søges blandt præsterne i Jerusalem, fordi deres kultus, tempelsangen og -musiken, og de levitiske kredse, der sørgede for den, er så indgående omtalt, at kronisten formentlig har bygget på stof fra tempelarkiverne. Krønikebøgerne afsluttes med to vers, der nærmest er en afskrift af Ezra 1:1-3, nok tilføjet, da Krønikebøgerne blev anbragt sidst i kanon, fordi det ville virke for trøstesløst at afslutte Bibelen med Jerusalems undergang. Sammenlignet med Kongebøgerne har Krønikebøgerne tilpasset stoffet til dogmatikken. Davids folketælling berettes i Anden Samuelsbog sådan, at Gud selv fristede kong David til denne synd. Efter kronistens syn kan man ikke sige sådan om Gud, så her hedder det i 1.Kr 21:1, at det var Satan, der stod bag: "Satan trådte op mod Israel, og han lokkede David til at holde folketælling i Israel." I Anden Kongebog omtales kong Manasses 55 år på tronen som en opvisning i gudløshed, inden kongen døde fredeligt. Ifølge kronisten kan det ikke passe, at en så gudløs mand fik sådan en død, så her hedder det, at kong Manasse omvendte sig og blev en from dyrker af Jahve, efter at være blevet behørig straffet med et kortvarigt eksil i Assyrien: "Men i sin nød ville han formilde Herren sin Gud, og han ydmygede sig dybt for sine fædres Gud. Han bad til ham, og Herren bønhørte ham; han hørte, da han bønfaldt ham, og førte ham tilbage til Jerusalem til hans kongedømme."